# Liste der Träger des Saarländischen Verdienstordens
Diese Liste führt die Träger des Saarländischen Verdienstordens auf. Die Auszeichnung wurde am 10. Dezember 1974 gestiftet und im März 1975 erstmals vergeben. Neben dem Wohnort und der Tätigkeit des Beliehenen wird das Datum der Bekanntmachung genannt.
Hinweis: Die Aufzählung ist noch nicht vollständig. Vollständig erfasst sind bisher die Verleihungen von 1975, 1976, 1977, 1978, 1979, 1980, 1985, 1986, 1987, 1989, 1991, 1992, 1993, 1994, 1995, 1997, 1998, 1999, 2007, 2010, 2012, 2014, 2016  und 2017.

## A
- Hansgünther Adam: Riegelsberg; Stellv. Chefredakteur der Saarbrücker Zeitung; 12. März 1985[11]
- Wilhelm Aichelen: Saarbrücken; Direktor Ingenieurschule Saarbrücken; 24. Januar 1995[22]
- Peter Altmeier: Koblenz; rheinland-pfälzischer Ministerpräsident; 19. Januar 1976[4]
- Josef Altmeyer: Neuforweiler; Maschinenmeister; 23. Oktober 1980[9]
- Klaus Altmeyer: Lebach; Pressereferent des Saarländischen Rundfunks; 19. Januar 1976[4]
- Leo Altmeyer: Püttlingen; Betriebsrat und Kommunalpolitiker; 15. Februar 2001[38]
- Helmut André: Beckingen; Ministerialrat a. D.; 23. Oktober 1980[9]

## B
- Margarethe Bacher: Neunkirchen; Köchin; 19. März 1993[20]
- Karl Jakob Backes: Riegelsberg; Journalist; 19. Januar 1976[4]
- Alois Bader: Sulzbach-Neuweiler; 27. Juni 1989[17]
- Albert Baldauf: Wallerfangen; Elektromeister, Landtagsabgeordneter, Bundestagsabgeordneter; 25. April 1977[6]
- Hubertus Ballnus: Beckingen; 21. Dezember 1995[23]
- Marguerite Bardo: Saarbrücken; 19. August 1998[26]
- Maria Baron: Sankt Wendel; Gründerin und Vorsitzende des Kreisverbands St. Wendel der Frauen-Union; 22. Dezember 1980[10]
- Heinz Bauer: Merzig; Bürgermeister; 23. Oktober 1980[9]
- Alfred Becker: Mettlach-Orscholz; Landtagsabgeordneter; 7. Januar 1991[18]
- Alois Becker: Saarbrücken; Minister a. D.; 23. Oktober 1980[9]
- Clemens Becker: Saarbrücken; Kaufmann; 19. August 1975[3]
- Franz Becker: Saarbrücken; Minister a. D.; 7. Januar 1991[18]
- Adolf Bender: St. Wendel; Kunstmaler und Pazifist; 27. Juni 1989[17]
- Helmut Bergweiler: Saarbrücken; Rechtsanwalt; 19. Januar 1976[4]
- Irene Bernard: Saarbrücken; Widerstandskämpferin; 27. Juni 1989[17]
- Karl Bernhard: Saarbrücken; stellvertretender Hauptgeschäftsführer; 14. Juni 1976[5]
- Wilhelm Bier: Völklingen-Wehrden; 22. Dezember 1980[10]
- Heinrich Biewer: Homburg; Unternehmer und Kommunalpolitiker; 18. März 1994[21]
- Herbert Binkert: Saarbrücken; Fußballspieler und -trainer; 19. August 1998[26]
- Adolf Blind: Meran; Landesminister; 25. April 1977[6]
- Alfons Blum (* 1934), deutscher Elektrotechniker und Hochschullehrer
- Martha Blum: Saarbrücken; Vorsitzende der Synagogengemeinde Saar; 12. März 1985[11]
- Luitwin von Boch-Galhau: Mettlach; Industrieller; 25. April 1977[6]
- Wilhelm Bodens: Bonn; Ministerialrat; 19. Januar 1976[4]
- Ernst E. Boesch: Scheidt; Psychologe; 20. Januar 1992[19]
- Henrik Bonde-Henriksen: St. Augustin; Journalist; 25. April 1977[6]
- Karl Bossert: Saarbrücken; 20. Januar 1992[19]
- Rudolf Bornschein: Saarbrücken; Direktor des Saarlandmuseums; 25. April 1977[6]
- Truck Branss: Rundfunk- und Fernsehregisseur; 15. Februar 2001[39]
- Otto Brockholz: Spiesen-Elversberg; Landesvorsitzender des Sozialverbandes VdK Saarland; 29. Oktober 1997[25]
- Ludwig Bruch: Saarbrücken; Hauptschriftleiter; 19. Januar 1976[4]
- Thomas Bruch: St. Wendel; Unternehmer; 30. September 2020
- Alwin Brück: Holz; Parlamentarischer Staatssekretär; 19. Januar 1976[4]
- Rudi Brück: Heusweiler; 12. August 1985[12]
- Axel Buchholz: Journalist und Buchautor; 1. Februar 2012[30]
- Willi Buchmann: Herrensohr; Landesvorsitzender des BKD; 25. März 1975[1]
- Berthold Budell: Kirrberg; Minister a. D.; 7. Januar 1991[18]
- Gerhard Bungert: Saarbrücken; Spiesen-Elversberg; Autor und Moderator; 19. August 1998[26]
- Edgar Burger: Dillingen; Unternehmer; 22. Dezember 1980[10]

## C
- Robert Carl: Mandelbachtal; Chormusikdirektor; 25. April 1977[6]
- Walter Cavelius: Saarlouis; Kaufmann; 25. April 1977[6]
- Philippe Cerf: Generalkonsul; 1. Februar 2012[30]
- Hanns-Josef Christ: Saarbrücken; Direktor von Saartoto; 25. April 1977[6]
- Karl Commerçon: Spiesen; Fabrikant; 19. August 1975[3]
- Anton Conrad: Schwalbach; 7. Januar 1991[18]
- Kurt Conrad: Homburg; Landesminister; 10. Juli 1975[2]
- Paul Copigneaux: Saarbrücken; Generalkonsul; 20. Januar 1992[19]

## D
- Jan David: Le Ban Saint Martin; 30. April 2003
- Joachim Deckarm: Handball-Weltmeister, Gummersbach; 25. Januar 2024
- Friedrich Decker: Bürgermeister von Neunkirchen; 1. Februar 2012[30]
- Gerda Decker: St. Ingbert; 18. Mai 2000
- Jean-Yves Defay: Saarbrücken; Generalkonsul; 7. September 1999
- Karl-Werner Desgranges: Völklingen; Heimat- und Ahnenforscher; 29. Oktober 1997[25]
- Alex Deutsch: Neunkirchen; 19. September 2002[40]
- Doris Deutsch: Neunkirchen; 24. Februar 2017[36]
- Karl Diehl: Nürnberg; Ingenieur; 20. Juli 1978[7]
- Karl Dinges: Saarbrücken; Direktor der LVA; 25. April 1977[6]
- Günter Diwo: Saarlouis; Landtagsabgeordneter; 12. August 1985[12]
- Willy Dondelinger: Esch sur Alzette; Politiker; 9. März 1987[15]
- Marguerite Donlon: Saarbrücken; Tänzerin, Ballettdirektorin; 9. Oktober 2007[28]
- Heinrich Draeger: Völklingen; Ingenieur, Bundestagsabgeordneter; 25. April 1977[6]
- Hans Dratwa: Dudweiler; Oberregierungsrat a. D.; 20. Juli 1978[7]
- Gerd Dudenhöffer: Bexbach; Kabarettist; 5. Juni 1997[24]
- Hermann Dühr: Emmersweiler; Pfarrer; 2. Juli 1979[8]
- Kurt Dürpisch: Büsum; DPA-Redakteur; 25. April 1977[6]

## E
- Adolf Edelmann: St. Ingbert; Vorsitzender des VdK-Kreisverbands St. Ingbert; 29. Oktober 1997[25]
- Horst Edig: Bexbach; Politiker; 24. Januar 1995[22]
- Norbert Engel: Schiffweiler; Landtagsabgeordneter; 10. Juli 1975[2]
- Irmtraud Engeldinger: Merzig; 9. März 2009
- Jo Enzweiler: Wallerfangen; Gründungsrektor der Hochschule der Bildenden Künste Saar; 7. September 1999[41]

## F
- Andrew Fairbairn: Leicersterhire; Director of Education; 12. März 1985[11]
- Albrecht Feibel: Mandelbachtal; 17. Oktober 2006
- Jakob Feller: Sankt Wendel; Vizepräsident des Landtages des Saarlandes; 10. Juli 1975[2]
- Nikolaus Fery: Schwalbach; Landtagsabgeordneter; 22. Dezember 1980[10]
- Reiner Feth: Saarbrücken; 5. September 2018
- Albert Fischer: Losheim Am See; Ingenieur; 2. Juli 1979[8]
- Margarete Fischer: Dillingen-Pachten; 9. März 1987[15]
- Nikolaus Fontaine: Saarwellingen; Präsident des Saarländischen Bauernverbandes; 14. Juni 2017
- Wighard Fourman: Bübingen; Kaufmann; 20. Januar 1992[19][42]
- Erich Frank: Völklingen-Ludweiler; 27. Juni 1989[17]
- Winfried Eduard Frank: Perl; Politiker; 24. Januar 1995[22]
- Karl Franz: Saarbrücken; Kaufmann, Vorsitzender des Saarländischen Turnerbundes; 19. August 1975[3]
- Werner Freund: Merzig; Wolfsforscher; 21. Dezember 1995[23]
- Bertram Frisch: Dudweiler; 19. September 2002[43]
- Irmgard Fuest: Neunkirchen; Landtagsabgeordnete, Rechtsanwältin; 10. Juli 1975[2]
- Franz Funk: Homburg; Oberstudiendirektor; 25. April 1977[6]

## G
- Alfons Gebhart: Homburg; Pfarrer; 5. Juni 1997[24]
- Willi Gehring: Friedrichsthal; 9. März 2009[44]
- Gerhard Geisen: Neunkirchen; 9. März 2009
- Anita Girst: Saarbrücken; 9. März 2009
- Henning Glawatz: Saarbrücken; Brigadegeneral; 15. Februar 2001
- Herbert Gleiter: Saarbrücken; Physiker und Materialwissenschaftler; 20. Januar 1992[19]
- Josef Goergen: Saarbrücken; Prälat, Leiter des Katholischen Büros des Saarlands; 25. April 1977[6]
- Hermann Mathias Görgen: Bonn; Politiker; 27. Juni 1989[17]
- Leo Gottesleben: St. Wendel; Schulrat, Bundestagsabgeordneter; 19. Januar 1976[4]
- Hugo Gottschall: Saarbrücken; Bankdirektor; 25. April 1977[6]
- Michael Grabner: Wien; Aufsichtsratsvorsitzender der Saarbrücker Zeitung Verlag und Druckerei GmbH; 2. Mai 2007[27]
- Joachim Gräff: Saarbrücken; Ministerialdirigent a. D., Ehrenvorsitzender des Paritätischen Wohlfahrtsverbandes Landesverband Rheinland-Pfalz/Saarland; 19. August 1998[26]
- Heinz Grandmontagne: Saarbrücken; Unternehmer und Kommunalpolitiker; 18. März 1994[21]
- Herbert Gräser: Ludweiler; 12. März 1985[11]
- Helmut Groh: St. Ingbert; Rektor der HTW Saarbrücken; 5. Juni 1997[24]
- Hans Groß: Bubach; Landtagsabgeordneter; 7. Januar 1991[18]
- Peter Groß: Nunkirchen; Landtagsabgeordneter; 10. Juli 1975[2]

## H
- Oswald Hager: Unternehmer; 2016[45]
- Kurt Hartz: Blieskastel; 18. Mai 2000[46]
- Rudi Hartz: Blieskastel; Unternehmer und Handballmanager; 21. Dezember 1995[23]
- Fritz Hau: Bexbach; Drogist; 23. Oktober 1980[9]
- Dieter Thomas Heck: 1999[47]
- Hermann Heidt: Dudweiler; Jurist; 20. Juli 1978[7]
- Rudolf Heimes: Heusweiler; 30. April 2003
- Edmund Hein: Saarlouis; Minister a. D.; 24. Januar 1995[22]
- Wilhelm Heins: Merzig; technischer Angestellter; 19. Januar 1976[4]
- Dieter Heinz: Saarbrücken; Architekt und Konservator; 21. Dezember 1995[23]
- Walter Henn: Saarbrücken; Direktor; 19. Januar 1976[4]
- Albrecht Herold: St. Ingbert; Landtagspräsident; 24. Januar 1995[22]
- Hans-Walter Herrmann: Riegelsberg; Historiker; 20. Januar 1992[19]
- Balthasar Hertel: Saarbrücken; 27. Juni 1989[17]
- Aloys Hewener: Wadgassen; Schreiner, Widerstandskämpfer; 27. Juni 1989[17]
- Guido Hiensch: Saarbrücken; 12. März 1985[11]
- Hermann Josef Hiery: Chorleiter; 1. Februar 2012[30]
- Nikolaus Hiery: Saarlouis; 5. Juni 1997[24]
- Helmut Hirsch: Düsseldorf; Historiker; 23. Oktober 1980[9]
- Helmut Hirsch: Saarbrücken; Professor für Europäische Geschichte; 2004
- Fritz Hoffmann: Saarbrücken; Justizrat; 12. März 1985[11]
- Paul-Josef Höller: Fechingen; Physiker; 27. Juni 1989[17]
- Alfred Holzwarth: Saarbrücken; Direktor der Saarland Sporttoto GmbH und der Saarland-Spielbank GmbH; 29. Oktober 1997[25]
- Günter Hotz: St. Ingbert; Informatiker; 1986[48] oder 1989[49] (amtliche Bekanntgabe am 27. Juni 1989)[17]
- Oskar Holweck: Rohrbach; Bildender Künstler; 7. Januar 1991[18]
- Berthold Huber: Oberursel (Taunus); Gewerkschafter; 11. Mai 2017[37]
- Nikolaus Hubert: Heusweiler; Politiker; 18. März 1994[21]
- Hanns Dieter Hüsch: 10. April 1999[50]
- Helmuth Hunsicker: Saarbrücken; Landesvorsitzender des Verbands der Heimkehrer, Kriegsgefangenen und Vermisstenangehörigen Deutschlands; 19. August 1975[3]
- Richard Hussong: Neunkirchen; 27. Juni 1989[17]

## J
- Peter Jacoby: Saarbrücken; Minister a. D., 24. Januar 1995[22]
- Günther Jahr: Sulzbach; Jurist; 7. Januar 1991[18]
- Josef Jochem: Neunkirchen; Politiker; 12. August 1985[12]
- Gert Jochum: Quierschied; 7. Januar 1991[18]
- Kurt John: Hilbringen; Landtagsabgeordneter; 10. Juli 1975[2]
- Frédéric Joureau: Saarbrücken; Generalkonsul der Französischen Republik für das Saarland; 29. Juli 2016[32][51]
- Rudolf Judith: Duisburg; Gewerkschafter; 7. Januar 1991[18]
- Heinz Jungfleisch: Riegelsberg; Bauingenieur; 23. Oktober 1980[9]
- Jean-Claude Juncker: Luxemburg; Premierminister; Präsident der Europäischen Kommission; 10. November 2010[29]

## K
- Fritz-Henning Karcher: Beckingen; Geschäftsführer der Karcher Schraubenwerke; 19. August 1975[3]
- Hermann Kahlenbach: Saarbrücken; Komponist und Arrangeur; 19. August 1998[26]
- Lothar Karst: Saarbrücken; Bau-Ingenieur; 28. Januar 2002
- Ulla Karthein: Neunkirchen; Karnevalspräsidentin; 21. Dezember 1995[23]
- Wilfried Kindermann: Sulzbach; Leichtathlet; 15. Februar 2001[52]
- Richard Kirn[53]: Saargemünd/Sarreguemines; stellvertretender Ministerpräsident; 17. November 1986[14]
- Bernhard Kiwitter: Saarbrücken; 27. Juni 1989[17]
- Hans Klein: Nalbach; Bürgermeister; 25. April 1977[6]
- Heinz Klein: Saarbrücken-Brebach-Fechingen; 2. Dezember 1987[16]
- Herbert Klein: Wadern; Bürgermeister; 25. April 1977[6]
- Herbert Klein: Saarbrücken; Generaldirektor der „Saarland Versicherungen“; 5. Juni 1997[24]
- Richard Klein: Altenkessel; Hauptlehrer; 25. April 1977[6]
- Viktor Klein: Merzig; Präsident des Bauernverbandes Saar; 5. Juni 1997[24]
- Boris Herbert Kleint: Künstler; 27. Juni 1989[17]
- Martin Klewitz: St. Ingbert; Kunsthistoriker; 7. Januar 1991[18]
- Otto Klinkhammer: Saarbrücken; Vorsitzender der Landespressekonferenz Saar; 25. April 1977[6]
- Hans-Guido Klinkner: St. Ingbert; Bergbau-Ingenieur und Schriftsteller; 19. März 1993[20]
- Ernst Klitscher: Riegelsberg; Geschäftsführer d. Gesellschaft f. Wirtschaftsförderung Saar; 2. Juli 1979[8]
- Schwester Basina Kloos: Generaloberin; 1. Februar 2012[30]
- Hermann Knauber: Saarbrücken; Angestellter; 23. Oktober 1980[9][54]
- Karl-Heinz Knecht: Landsweiler-Reden; Oberführer der Freiwilligen Grubenwehr Reden; 25. März 1975[1]
- Wolfgang Knies: Richter, Minister; 1. Februar 2012[30]
- Emil Knoop: Bonn-Ippendorf; Ministerialdirigent; 19. Januar 1976[4]
- Anneliese Knoop-Graf: Saarbrücken; 19. September 2002
- Reinhard Koch: Saarbrücken; Minister a. D.; 20. Juli 1978[7]
- Walter Koch[55]: Rehlingen; Ingenieur; 28. Januar 2002
- Hansjörg Kohlbecher: Saarbrücken; Kaufmann, Politiker; 19. Januar 1976[4]
- Paul Kolb: Kleinottweiler; Oberbürgermeister; 19. Januar 1976[4]
- Alfons Kolling: Quierschied-Göttelborn; Landeskonservator;[56] 7. Januar 1991[18]
- Heinz Kölling: Saarbrücken; Zeitungsredakteur; 9. März 1987[15]
- Heinrich Konietzny: Dudweiler; Komponist; 25. März 1975[1]
- Hans-Joachim Kornadt: St. Ingbert; Psychologe und Erziehungswissenschaftler; 24. Januar 1995[22]
- Lothar Köth: Quierschied; Sparkassendirektor; 19. Januar 1976[4]
- Arnold Kotz: Reimsbach; Kaufmann; 25. April 1977[6]
- Wilhelm Kratz: Merzig; Rechtsanwalt; 25. April 1977[6]
- Thomas Krämer: Saarbrücken; Musiktheoretiker, Komponist und Dirigent; 9. Oktober 2007[28]
- Arno Krause: Saarbrücken, Bankkaufmann; 18. Mai 2000
- Werner Krauser: Kleinblittersdorf; 20. Januar 1992[19]
- Hermann Kronz: Saarbrücken; Stadtverordneter; 11. August 2017
- Rudolf Krüger: Saarbrücken; Architekt; 20. Juli 1978[7]
- Alwin Kulawig: Saarlouis; Optiker; 25. April 1977[6]

## L
- Richard Lahminger: Saarlouis; Landesbrandinspektor; 14. Juni 1976[5]
- Roger Lambert: Wallerfangen; 20. Januar 1992[19]
- Uwe Lange: Bexbach; Ingenieur; 24. Januar 1995[22]
- Hans Lansch: Lebach; Seminarmusikleiter; 19. August 1975[3]
- Friedel Läpple: Schiffweiler; Minister a. D.; 12. März 1985[11]
- Alois Lauer: Dillingen; Unternehmer; 1980[57]
- Hans Albert Lauer: Spiesen-Elversberg; 9. März 2009
- Julius von Lautz: Freishauserhof; Landesminister; 10. Juli 1975[2]
- Charly Lehnert: Saarbrücken; Verleger, Schriftsteller, Redakteur, Dipl. Grafikdesigner, Moderator und Musiker; 19. August 1998[26]
- Josef Lembert: Gersheim; Bürgermeister; 22. Dezember 1980[10]
- Inge und Robert Leonardy: Saarbrücken; Leiter der Musikfestspiele Saar; 29. Oktober 1997[25]
- Josef Ley: Überherrn; Kaufmann; 25. April 1977[6]
- Peter Lichius: Saarbrücken; Dirigent Stadtkapelle Saarbrücken; 19. August 1998[26]
- Käthe Limbach: Saarbrücken; Widerstandskämpferin gegen den Nationalsozialismus; 27. Juni 1989[17]
- Anne-Marie Lindemann: Blieskastel; Lehrerin, Ehrenvorsitzende des Landfrauenverbands Saar; 25. März 1975[1]
- Clemens Lindemann: Kirkel; Landrat a. D.; 30. Januar 2017[34]
- Kurt Matthias Linicus: Merzig; 30. April 2003
- Lothar Link: Homburg; Direktor der Robert Bosch GmbH in Homburg; 18. März 1994[21]
- Hermann Lips: Großrosseln; Pater 2. Dezember 1987[16]
- René Lobisommer: Saarbrücken; Industriemanager; 27. Juni 1989[17]
- Dieter Loskant: Bübingen; Rektor der Musikhochschule des Saarlandes; 19. März 1993[20]
- Leo Loth: Schafbrücke; Verwaltungsdirektor a. D.; 20. Juli 1978[7]
- Hubertus Prinz zu Löwenstein-Wertheim-Freudenberg: Bonn-Bad Godesberg; Politiker, Historiker; 23. Oktober 1980[9]

## M
- Victor Madeleine: Nilvange/Nilvingen; Bürgermeister von Nilvange; 9. März 1987[15]
- Franz Mai: Saarbrücken; Intendant des SR; 25. April 1977[6]
- Heinrich Mann: Ludweiler; Unternehmer, Vizepräsident des saarländischen Landtags; 7. Januar 1991[18]
- Julius Marschall: Einöd; Landwirt, Landtagsabgeordneter; 19. Januar 1976[4]
- Peter Marx: Saarbrücken; Chordirektor; 20. Juli 1978[7]
- Walter Marzen: Innsbruck; Professor der Betriebswirtschaftslehre; 9. März 1987[15]
- Josef Clemens Maurer: Püttlingen; Kardinal und Erzbischof von Sucre; 20. Juli 1978[7]
- Otti Maurer: Saarbrücken; Ehrenvorsitzende des Richard-Wagner-Verbandes Saarland; 17. November 1986[14]
- Herbert Meder: Wadern; Landtagsabgeordneter; 12. August 1985[12]
- Richard Johannes Meiser: Homburg; Medizinprofessor und Universitätspräsident; 18. März 1994[21]
- Ursula Meiser: Illingen; 20. Februar 2017[35]
- Peter Mende: Zweibrücken-Wattweiler[58]
- Anton Merz: Saarbrücken; Staatssekretär a. D.; 2. Juli 1979[8]
- Else Merkel: Saarbrücken; 10. November 1988[59] (amtliche Bekanntgabe am 27. Juni 1989)[17]
- Fritz Meyer: Remmesweiler; 20. Januar 1992[19]
- Gerd Meyer: 23. November 2014[31]
- Heinz Mittelmeier: Homburg; Direktor der Orthopädischen Universitätsklinik und Poliklinik Homburg-Saar; 1988[60] (amtliche Bekanntgabe am 27. Juni 1989)[17]
- Walter Mohr: Saarbrücken; Historiker; 20. Januar 1992[19]
- Ernst Wolf Mommsen: Düsseldorf; Aufsichtsratsvorsitzender der Saarbergwerke; 19. August 1975[3]
- Peter Morlo: St. Ingbert; Rentner; 14. Juni 1976[5]
- Leo Moser: Furpach; Landtagsabgeordneter; 10. Juli 1975[2]
- Egon Müller: Jurist; 11. Dezember 2020
- Gert Müller: Saarbrücken; Unternehmer; 18. März 1994[21]
- Hans-Werner Müller: Wadern; 30. April 2003
- Rudolf Müller: Auersmacher; katholischer Pfarrer; 25. März 1975[1]
- Manfred Münster: Saarbrücken; Hauptamtl. Beigeordneter der Stadt Saarbrücken; 23. Oktober 1980[9]
- Albert Muthweiler: Nohfelden; Landtagsabgeordneter; 12. August 1985[12]

## N
- Willi Nalbach: Überherrn; Regierungsangestellter; 25. April 1977[6]
- Hermann Neuberger: Saarbrücken; DFB-Präsident; 25. April 1977[6]
- Alfons Neumann: Saarbrücken; Polizeihauptmeister; 19. Januar 1976[4]
- Max Neumann: Berlin; 15. Februar 2001
- Paul Niemczyk: Großblittersdorf; 30. April 2003
- Fritz Nilius: Dillingen; DRK-Bereitschaftführer; 25. März 1975[1]
- Nicole: Schlagersängerin; 1999

## O
- Michel Obertin: Wadgassen; Luxemburgischer Honorarkonsul; 24. Januar 1995[22]

## P
- Ferdinand Paffrath: Saarbrücken; Sparkassendirektor; 22. Dezember 1980[10]
- Gerhard Peiler: Saarbrücken-Scheidt; Oberst. a. D.; 2. Juli 1979[8]
- Ingrid Peters: Saarbrücken; Sängerin und Schauspielerin; 9. Oktober 2007[28]
- Alfons Petgen: Perl; Winzer; 19. März 1993[20]
- Karl-Heinz Petry: Saarbrücken; 27. Juni 1989[17]
- Albert Pfitzer: Bonn; Direktor des Bundesrats; 19. Januar 1976[4]
- Hermann Pies: Saarbrücken; Studienrat a. D., Publizist; 25. März 1975[1]
- Hans Pleitgen: Frankfurt a. Main; Gewerkschafter; 7. Januar 1991[18]
- Jürgen Presser: St. Wendel; 9. März 2009
- Peter Prinz: Dudweiler; 7. Januar 1991[18]
- Bruno Proietti: Schmelz; Werkleiter Ludwig-Schokolade (Saarlouis); 20. Februar 2017[35]

## R
- Albert Raasch: Molfsee; 18. Mai 2000
- Albert Rahsier: Hüttersdorf; Schmiedemeister; 19. August 1975[3]
- Helmut Rauber: Tholey; Bundestagsabgeordneter; 24. Januar 1995[22]
- Moritz Rauber: Ensdorf; Bergwerksdirektor; 23. Oktober 1980[9]
- Hans Rech: Lebach; Schuldirektor und Heimathistoriker; 12. März 1985[11]
- Rudolf Recktenwald: Urexweiler; Vizepräsident des Landtags, Bundestagsabgeordneter; 10. Juli 1975[2]
- Franz-Josef Reichert: Kleinblittersdorf; Hörfunkdirektor; 27. Juni 1989[17]
- Helmut Reichmann: Saarbrücken; Akad. Oberrat; 2. Juli 1979[8]
- Karl-Heinz Reintgen: Saarbrücken; Chefredakteur; 19. Januar 1976[4][61]
- Hildegard Reis-Rosenbaum: Saarbrücken; 27. Juni 1989[17]
- Ilse Reiter: Saarbrücken; Politikerin; 21. Dezember 1995[23]
- Paul H. Repplinger:[62] Merzig; 28. Januar 2002
- Georg Ress: Saarbrücken; 10. September 2018
- Hans-Heinrich Rödle: ehemaliger Bürgermeister von Ottweiler; 7. Dezember 2020
- Hubert Rohde: Mandelbachtal; 15. Februar 2001
- Franz Roos: Homburg; technischer Angestellter; 25. April 1977[6]
- Franz Ruffing: Oberbexbach; Verwaltungsdirektor; 25. April 1977[6]
- Ruth Ruge: St. Ingbert; Internationalistin und Kommunistin; 21. Dezember 1995[23]
- Hans Rupp: Schwalbach; Bauingenieur; 25. April 1977[6]
- Karl Heinz Ruth: Saarbrücken; Bergmann; 5. Juni 1997[24]

## S
- Horst Saar: Püttlingen; Landtagsabgeordneter; 12. August 1985[12]
- Günter Sahner: Neunkirchen; Landtagsabgeordneter; 12. August 1985[12]
- Helene Sassenberger: St. Ingbert; 19. August 1975[3]
- Günther Schacht: Altenkessel; Minister a. D.; 7. Januar 1991[18]
- Ewald Schadick: Saarbrücken; Rentner; 23. Oktober 1980[9]
- Franz Schadick: Saarbrücken; Reg. Angestellter; 23. Oktober 1980[9]
- Emil Schäfer: Güdingen; Bürgermeister; 25. April 1977[6]
- Manfred Schäfer: Saarbrücken; Minister a. D.; 23. Oktober 1980[9]
- Werner Schaeper: Essen; Dipl.-Kaufmann; 18. März 1994[21]
- Hans Konrad Schardt: Köln; Aufsichtsratsvorsitzender des TÜV Saarland; 29. Oktober 1997[25]
- August-Wilhelm Scheer[63]: Saarbrücken; 28. Januar 2002
- Karl Schell: St. Ingbert; Röntgenassistent; 25. März 1975[1]
- Werner Scherer: Neunkirchen; Landesminister; 10. Juli 1975[2]
- Käthe Schier: Saarbrücken; Oberstudiendirektorin; 25. April 1977[6]
- Heinz Schiffler: Heusweiler-Holz; Angestellter; 23. Oktober 1980[9]
- Alwine Schilz: Klarenthal; 18. März 1994[21]
- Franz Schlehofer: Saarbrücken; 18. Mai 2000
- Dagmar Schlingmann: Saarbrücken; Generalintendantin des Saarländischen Staatstheaters; 20. Februar 2017[35]
- Kurt Schluppkotten: Neunkirchen; Generaldirektor;[64] 19. Januar 1976[4]
- Theo Schlüter: Saarbrücken; Journalist; 14. Juni 1976[5]
- Herbert Schmitt: Sankt Wendel; Bankjurist; 23. Oktober 1980[9]
- Josef Schmitt: Lockweiler; Landtagspräsident, Bundestagsabgeordneter; 10. Juli 1975[2]
- Johann Schmitt-Ecker: Lisdorf; Ehrenpräsident der Landwirtschaftskammer für das Saarland; 14. Juni 1976[5]
- Manfred Schmitt: Lebach; Philatelist; 19. August 1998[26]
- Peter Schmitt: Altforweiler; Versicherungs-Kaufmann; 23. Oktober 1980[9]
- Heinrich Schmitz: Saarbrücken; katholischer Pfarrer und Domkapitular; 20. Juli 1978[7]
- Franz Schneider: Hausbach; Landtagspräsident; 10. Juli 1975[2]
- Johann Schneider: Reisbach; Versicherungsoberinspektor; 25. April 1977[6]
- Karl Heinz Schneider: Saarbrücken; 10. Juli 1975[2]
- Ludwig Schnur: Kleinblittersdorf; Landesminister; 10. Juli 1975[2]
- Kurt Schoenen: Überherrn, 9. März 2009[65]
- Konrad Schön: Saarbrücken; Hochschullehrer und Minister a. D.; 16. Januar 2017[33]
- Otmar Schön: Sulzbach; Unternehmer; 7. Januar 1991[18]
- Hanns Schönecker: St. Ingbert; Architekt; 7. Januar 1991[18]
- Erich Schreiner: Saarbrücken; Regierungsangestellter; 25. April 1977[6]
- Nikolaus Schreiner: Beckingen; Direktor; 25. April 1977[6]
- Hans Schröder: Saarbrücken; Bildhauer; 28. Januar 2002
- Josef Schubmehl: Illingen; 12. März 1985[11]
- Gerd Schuster: Saarbrücken; Abteilungsdirektor; 25. April 1977[6]
- Gerhard Schütz: Wiebelskirchen; Pfarrer; 19. August 1975[3]
- Walter Schütz: Dudweiler; stellvertretender Hauptgeschäftsführer der IHK des Saarlandes; 25. April 1977[6]
- Albert Schwarz: Sankt Ingbert; Landrat; 28. Januar 2002
- Günther Schwarz: Sankt Ingbert; Jurist und Politiker; 7. Januar 1991[18]
- Peter Schwarz: Brebach-Fechingen; Maurerpolier; 25. April 1977[6]
- Heinz Schwärtzel: München; Informatiker; 24. Januar 1995[22]
- Reinhold Schweig: Saarbrücken-Schafbrücke; Kaufmann und Bürgermeister; 22. Dezember 1980[10]
- Maria Schweitzer: Sulzbach; Landtagsabgeordnete; 10. Juli 1975[2]
- Gertrud Schwind von Hohnhorst: Saarbrücken; Hausfrau; 20. Juli 1978[7]
- Monika Schwinn: Niedersaubach; Malteserhelferin; 25. März 1975[1]
- Theo Schwinn: Neunkirchen; Schulrat; 14. Juni 1976[5]
- Doris Seck: Saarbrücken; Journalistin und Autorin; 19. März 1993[20]
- Karl Seib: Neunkirchen; Rentner; 23. Oktober 1980[9]
- Manfred Sexauer: Bübingen; Rundfunk- und Fernsehmoderator; 27. Juni 1989[17]
- Albert Seyler: Sulzbach; Hauptgeschäftsführer der IHK Saarland; 12. März 1985[11]
- Paul Simonis: Riegelsberg; Landesminister; 10. Juli 1975[2]
- Erwin Sinnwell: Mainz; Minister a. D.; 23. Oktober 1980[9]
- Hellmuth Sitte: Homburg; 14. Juni 1976[5]
- Gertrud Sonnenburg: Saarbrücken; Gemeindeschwester; 25. März 1975[1]
- Willi Spoerhase: Saarbrücken; Verwaltungsangestellter; 23. Oktober 1980[9]
- Rudolf Stalter: Jägersburg; Landwirt; 25. April 1977[6]
- Klaus Steinbach: Lebach; Schwimmer, Sportfunktionär, Ärztlicher Direktor; 11. Mai 2017[37]
- Christel Steitz: Homburg; 15. Februar 2001[66]
- Hermann Steitz: Homburg; Präsident der Landwirtschaftskammer für das Saarland; 14. Juni 1976[5]
- Hans Stiff: Niedersalbach; Verlagsdirektor; 25. April 1977[6]
- Roland Stigulinszky: Saarbrücken; Grafiker und Karikaturist; 2. Dezember 1987[16]
- Hermann Stolpe: Saarbrücken; Ingenieur; 25. April 1977[6]
- Josef Stratmann: Saarbrücken; 7. Januar 1991[18]
- Willi Strempel: Klarenthal; Schlosser; 25. April 1977[6]
- Gilbert Strunk: Rehlingen; Studiendirektor; 19. September 2002
- Paul Swoboda: Dillingen; Direktor der Ford-Werke AG Saarlouis; 4. April 1986[13]

## T
- Rainer Tabillion: Marpingen; 9. März 2009
- Erika Ternes: Dillingen; 9. März 2009
- Hermann Thiel: Schwemlingen; Schlosser; 19. August 1975[3]
- Claude Treyer: Boisemont-Cergy; 30. April 2003
- Franz Ludwig Triem: Saarbrücken; Stadtverbandspräsident; 5. Juni 1997[24]
- Rudi Tschirner: Neunkirchen; Gewerkschafter; 9. März 1987[15]

## U
- Albert Unbehend: Hassel; Bürgermeister;[67] 19. Januar 1976[4]
- Hans Unfricht: Fischbach; evangelischer Pfarrer; 25. März 1975[1]
- Tomi Ungerer: Straßburg; 27. Februar 2008

## V
- Frank Werner Veauthier: Schafbrücke; Hochschullehrer; 25. April 1977[6]
- Maxim Vengerov: Monte Carlo; russischer Geiger und Musikpädagoge; 27. Januar 2006
- Frederic Vester[68]: Umweltexperte; 27. Juni 1989[17]
- Oskar Vinzent: St. Ingbert; Oberregierungsrat; 25. April 1977[6]
- Rolf Vogel: Bonn; Journalist; 19. Januar 1976[4]
- Martha Vogt: Völklingen; Hausfrau; 23. Oktober 1980[9]
- Erich Voltmer: Saarbrücken; Redaktionsleiter; 19. Januar 1976[4]

## W
- Axel von Wachtmeister: Saarbrücken; 2. Dezember 1987[16]
- Wilhelm Wack: Lautzkirchen; stellvertretender Vorsitzender des Saarländischen Turnerbundes; 19. August 1975[3]
- Albert Wagner: Lebach; Ehrenpräsident des Saarländischen Fußballverbandes; 29. Oktober 1997[25]
- Emil Wagner: Marpingen-Berschweiler; Realschuldirektor a. D.; 2. Juli 1979[8]
- Hans Georg Wagner: Eppelborn; 17. Oktober 2006
- Robert Wagner:St. Wendel-Urweiler; Politiker; 7. Januar 1991[18]
- Wolfgang Wahlster: Saarbrücken; Informatiker; 11. Mai 2017[37]
- Hermann Walter: Brebach-Fechingen; Ingenieur; 23. Oktober 1980[9]
- Karl Walz: Saarbrücken; Leiter der Landeszentrale für Heimatdienst; 19. Januar 1976[4]
- Johann Waschbusch: Saarlouis-Roden; Bergmann; 25. März 1975[1]
- Rita Waschbüsch: Lebach; Ministerin a. D.; 24. Januar 1995[22]
- Andreas Weber: Güdingen; Fabrikant; 2. Juli 1979[8]
- Emil Weber: Bübingen; Landtagsabgeordneter; 10. Juli 1975[2]
- Inge Weber: Homburg; 19. August 2019
- Hermann Wedekind: Witten; Schauspieler; 4. April 1986[13]
- Emil Weiten: Hilbringen; Landtagsabgeordneter; 10. Juli 1975[2]
- Hans Welsch: Saarlouis; Industrieller; 24. Januar 1995[22]
- Walter Werner: Sulzbach; 18. März 1994[21]
- Wolfgang Werner: Psychiater; 1999[69]
- Rainer Wicklmayr: Völklingen; Minister a. D.; 7. Januar 1991[18]
- Josef Wild: Lebach; 17. November 1986[14]
- Olga Wild: Saarbrücken; 18. März 1994[21]
- Alfred Wilhelm: Schwalbach; Minister a. D.; 4. April 1986[13]
- Hans-Peter Will: Saarbrücken; Ministerialdirektor; 19. Januar 1976[4]
- Anita und Lothar Winkler: Bosen; 27. Juni 1989[17]
- Helmer Winzer: Saarbrücken; ehemaliger Direktor des Kaufhof in Saarbrücken; 20. Juli 1978[7]
- Reinhold Wirtz: St. Ingbert; Landtagsabgeordneter, Erster Bevollmächtigter der IG Metall Saarland, 9. März 2009
- Günter Wöhe: Saarbrücken-Dudweiler; Ökonom; 7. Januar 1991[18]
- Karl Wolfskeil: Sulzbach; Landtagsabgeordneter; 10. Juli 1975[2]
- Margarete Woll: Spicheren; Gastronomin; 2. Dezember 1987[16]

## Z
- Rüdiger Zakrzewski: Schiffweiler; Politiker; 17. Oktober 2006
- Max Zenz: Urweiler; Bankdirektor; 19. August 1975[3]
- Manfred Zeiner: Göttelborn; Landtagsabgeordneter; 10. Juli 1975[2]
- Werner Zeyer: St. Wendel; Ministerpräsident; 25. April 1977[6]
- Nikolaus Ziegler: Saarbrücken; Sportlehrer; 19. Januar 1976[4]
- Werner Zimmer: St. Ingbert; Hörfunk- und Fernsehmoderator; 28. Januar 2002